# Opius curtisignum
Opius curtisignum är en stekelart som beskrevs av Fischer 1968. Opius curtisignum ingår i släktet Opius och familjen bracksteklar. Inga underarter finns listade i Catalogue of Life.